# Dmytro Nepogodov
Dmytro Nepogodov (Kiev, Ucrania, 17 de febrero de 1988) es un futbolista ucraniano. Juega de portero y su equipo es el F. C. Ulytau.

## Selección nacional
Ha sido internacional con la selección de fútbol sub-21 de Ucrania. Sin embargo, decidió representar a Kazajistán a nivel absoluto, debutando ante Georgia el 19 de noviembre de 2018 en la última jornada de la fase de grupos de la Liga de Naciones de la UEFA 2018-19.

## Clubes
| Club                             | País       | Año       |
| -------------------------------- | ---------- | --------- |
| Olympique de Marsella            | Francia    | 2008-2009 |
| F. K. Metalurg Donetsk           | Ucrania    | 2009-2012 |
| F. C. Banants Ereván (cedido)    | Armenia    | 2011      |
| F. C. Vorskla Poltava            | Ucrania    | 2012-2017 |
| F. C. Tobol Kostanai             | Kazajistán | 2017-2018 |
| F. C. Astana                     | Kazajistán | 2019-2021 |
| F. C. Ordabasy Shymkent (cedido) | Kazajistán | 2019      |
| F. C. Tobol Kostanai             | Kazajistán | 2022      |
| F. C. Chornomorets Odessa        | Ucrania    | 2022-2023 |
| F. C. Podillya Khmelnytskyi      | Ucrania    | 2023-2024 |
| F. C. Ulytau                     | Kazajistán | 2025-     |

## Palmarés

### Títulos nacionales
| Título                  | Club         | País       | Año  |
| ----------------------- | ------------ | ---------- | ---- |
| Supercopa de Kazajistán | F. C. Astana | Kazajistán | 2020 |